# Zwartspriethommelkevertje
Het zwartspriethommelkevertje (Antherophagus pallens) is een keversoort uit de familie harige schimmelkevers (Cryptophagidae). De wetenschappelijke naam van de soort werd in 1758 als Tenebrio pallens gepubliceerd door Carl Linnaeus.